# Amilcar Italiana

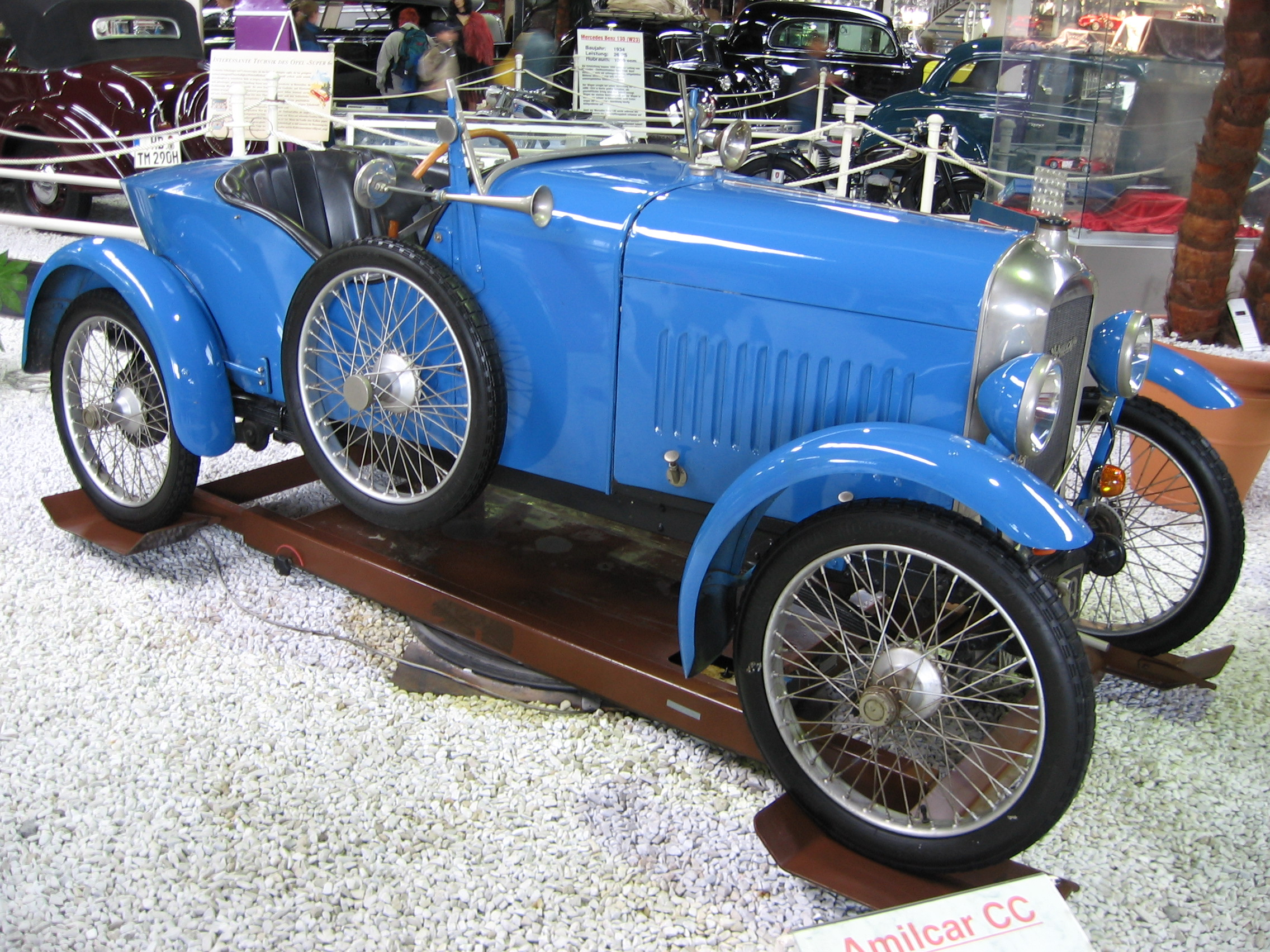
Ein französischer Amilcar Type CC, Baujahr 1921

Amilcar Italiana war ein italienisches Unternehmen.

## Beschreibung
Es stellte zwischen 1925 und 1928 Kraftfahrzeuge her. Die Lizenz kam von Amilcar aus Frankreich.
Ab 1925 hielt die Compagnia Generale Automobili S.A in Rom diese Lizenz. 1927 ging sie auf die Societá Industriale Lombardo Veneta Automobili in Verona über.
Es wurden die Modelle 6 CV, 6 CV Sport und 7 CV Gran Sport hergestellt.